# Slaget ved Wien
Slaget ved Wien (polsk: Bitwa pod Wiedniem eller Odsiecz Wiedeńska, tysk: Schlacht am Kahlenberg, tyrkisk: İkinci Viyana Kuşatması) fandt sted den 11. og 12. september 1683, efter at Wien havde været belejret af det Osmanniske Rige i to måneder. I slaget, der fandt sted på Kahlenberg i nærheden af Wien, stod en alliance bestående af Den polsk-litauiske realunion og Tysk-romerske rige overfor det Osmanniske Rige og nogle osmanniske len. Kampen markerede begyndelsen på Huset Habsburgs politiske herredømme i Det tysk-romerske rige og Centraleuropa.
Slaget blev vundet af Den polsk-litauiske realunion og Det tysk-romerske riges styrker under Johan 3. Sobieskis kommando. Wiengarnisonen var under kommando af Ernst Rüdiger von Starhemberg, general i Den tysk-romerske Leopold 1. Habsburgs hær. Den litauiske hær var forsinket på grund af en konflikt med Imre Thököly og ankom først til Wien efter slaget.
Alliancen kæmpede mod den osmanniske hær, der var under kommando af storvesir Merzifonlu Kara Mustapha Pasha. Den osmanniske hær på mellem 150.000 og 300.000 mand havde indledt belejringen af Wien den 14. juli 1683. Belejringsstyrken bestod af 60 ortaer (bataljoner) janitsharer (ca. 12.000 mand) med en støttehær på ca. 70.000, der kontrollerede de omkringliggende landområder. Det afgørende slag fandt sted den 12. september, efter at den forenede undsætningshær på ca. 75.000 mand var ankommet.
Nogle historikere ser slaget som vendepunktet i de osmanniske-habsburgske krige, en serie slag gennem omkring 300 år mellem Det tysk-romerske rige og Det osmanniske rige, mens andre blot ser slaget som bekræftelse af det osmanniske riges svindende magt. 16 år efter slaget havde det habsburgske Østrig vundet kontrol over det sydlige Ungarn og Transsylvanien, som stort set var renset for osmanniske styrker. Slaget er bl.a. kendt for historiens største kavaleriangreb.

## Optakt
Erobringen af Wien havde længe været et strategisk mål for det osmanniske rige. For at få kontrol over sejlruten på Donau fra Sortehavet til Vesteuropa og kontrol over handelsruterne over land fra Middelhavet til Tyskland havde osmanniske styrker belejret Wien i 1529.
I årene forud for den anden belejring af Wien gennemførte det Osmanniske Rige omfattende logistiske forberedelser. Under ledelse af storvesirerne fra den indflydelsesrige Köprülü-familie blev der bygget veje og broer, der førte frem til det Tysk-romerske riges grænser. Endvidere blev der opmagasineret ammunition, kanoner og andet krigsmateriel på Balkan.
Det osmanniske rige havde ydet militær bistand til ungarerne og protestanter i habsburgsk-besatte dele af Ungarn, hvor en udbredt uro i årene forud for belejringen havde udviklet sig til åbent oprør mod kejser Leopold på grund af hans tilslutning til modreformationen. I 1681 fik protestanterne og andre anti-habsburgske Kuruckræfter under ledelse af Imre Thököly omfattende støtte af osmannerne, der anerkendte Thököly som konge af "Øvre Ungarn" (den østlige del af Slovakiet og dele af det nordøstlige Ungarn), som han tidligere havde indtaget med våbenmagt fra habsburgerne. Osmannernes støtte gik så vidt som at love "Kongedømmet Wien" til ungarerne, hvis Wien faldt i deres hænder. Før belejringen af Wien havde der været fred mellem det Tysk-romerske rige og det Osmanniske rige i tyve år som følge af Vasvárfreden.
I 1681 og 1682 intensiveredes sammenstødene mellem Imre Thökölys og det Tysk-romerske rige på grænsen til det nordlige Ungarn. Habsburgske troppers indtrængen i det centrale Ungarn gav storvesir Kara Mustafa Pasha det afgørende argument for at overbevise sultan Mehmed 4. og hans divan (rigsråd) om at mobilisere den osmanniske hær. Samtidig fik Kara Pasha tilladelse til at operere så langt som til slottene Győr (tyrkisk: Yanıkkale, tysk: Raab) og Komárom (tyrkisk: Komaron, tysk: Komorn) i det nordvestlige Ungarn samt at belejre dem. Den osmanniske hær var mobiliseret den 21. januar 1682, og krigen blev erklæret den 6. august 1682.
At indlede marchen mod Wien i august eller september 1682 var både risikabelt og meget vanskeligt. Den tre måneders lange march fra Thrakien ville betyde, at osmannerne ankom, når vinteren satte ind. Afmarchen blev derfor udskudt til foråret 1683, hvilket gav kong Leopold 1. rigelig tid til at forberede forsvaret. Han fik samlet det Tysk-romerske riges tropper og etableret en alliance med Polen, Venedig og pave Innocens 11. Den afgørende alliance mellem det Tysk-romerske rige og Den polsk-litauiske realunion blev bekræftet ved en traktat, hvor Leopold lovede at støtte Sobieski, hvis osmannerne angreb Kraków. Til gengæld skulle den polske hær komme Wien til undsætning, hvis osmannerne angreb her.
Den 31. marts 1683 modtog det kejserlige hof i Wien endnu en krigserklæring fra Kara Mustafa på vegne af Mehmed 4. Næste dag marcherede dele af den osmanniske hær fra Edirne i Thrakien. Tropperne nåede Beograd i begyndelsen af maj og marcherede videre mod Wien. Omkring 40.000 Krim-tatarer ankom 40 km øst for Wien den 7. juli; der var tale om en dobbelt så stor styrke, som den tysk-romerske havde i området. Efter de indledende kampe trak Leopold sig tilbage til Linz sammen med 80.000 indbyggere fra Wien.
I løbet af sommeren 1683 forberedte Polens kong Johan 3. Sobieski undsættelsen af Wien i overensstemmelse med traktaten med kejser Lepold. Han efterlod Polen næsten forsvarsløs, da han marcherede fra Kraków den 15. august. Inden Sobieski forlod Polen, truede han Imre Thököly, konge af Øvre Ungarn, med tilintetgørelse, hvis han forsøgte at drage fordel af situationen. Da Thököly alligevel overskred den polske grænse, stoppede den litauiske hétman Jan Kazimierz Sapieha den Yngre, der ligeledes var på vej mod Wien, op for at fuldbyrde Sobieskis trussel, idet han foretog et ødelæggende angreb på Thökölys styrker på det ungarske højland.
Fra begyndelsen opstod der spændinger mellem polakkerne, forskellige tyske stater og østrigerne om undsættelsen af Wien. Betaling af troppernes løn og forsyningerne under fremrykningen var det vigtigste problem. Sobieski forlangte, at han ikke skulle have omkostninger for sin indsats, der ville redde byen. Det habsburgske lederskab gjorde sig store anstrengelser for at finde midler til at betale for tropperne og forhandle med de polske tropper for at begrænse omkostningerne.

### Undsætningshæren
Den 7.-8. september 1683 ved passagen af Tulln an der Donau bestod undsætningshæren af følgende styrker:
|                               | Infanteri | Kavaleri og dragoner | Kanoner | I alt  |
| ----------------------------- | --------- | -------------------- | ------- | ------ |
| Den polsk-litauiske realunion | 16.450    | 20.550               | 28      | 37.000 |
| Kejserlige tropper            | 8.100     | 10.300               | 70      | 18.400 |
| Kurfyrstendømmet Bayern       | 7.500     | 3.000                | 26      | 10.500 |
| Sydvesttyske fyrstedømmer     | 7.000     | 2.500                | 12      | 9.500  |
| Kurfyrstendømmet Sachsen      | 7.000     | 2.000                | 16      | 9.000  |
| Undsætningshæren i alt:       | 46.050    | 38.350               | 152     | 84.400 |

## Belejringen
Den osmanniske hovedhær indledte belejringen af Wien den 14. juli. Samme dag sendte Kara Mustafa krav om kapitulation til byen.
Ernst Rüdiger von Starhemberg, kommandanten over Wiengarnisonen, med kun 11.000 tilbageværende soldater, 5.000 borgere og frivillige og 370 kanoner, nægtede at overgive sig. Blot få dage forinden havde han modtaget nyheden om en massenedslagtning i Perchtoldsdorf, en by syd for Wien, hvis borgere havde overgivet sig efter at have modtaget tilsvarende krav.
Wienerne havde ødelagt mange huse uden for bymuren, fjernet ruinerne og efterladt et åbent område (esplanade), hvor osmannerne ville være særligt udsat for forsvarets ild, hvis de forsøgte at storme byen. Kara Mustafa Pasha løste dette problem ved at beordre sine styrker at grave lange rækker af skyttegrave i retning mod byen; disse skulle beskytte styrkerne mod forsvarerne, mens de rykkede frem mod byen.
Selvom osmannerne havde 300 gode kanoner, kunne de ikke for alvor skade Wiens befæstning, der var moderne og meget stærk. I stedet gravede de tunneler under de massive bymure for at sprænge dem i luften med store mængder af sortkrudt.
På dette tidspunkt udviste osmannerne ikke det store hastværk, hvilket kombineret med forsinkelsen af fremrykningen af deres hær, efter at krigen var erklæret, medførte, at undsætningshæren nåede at ankomme. Historikere har spekuleret på, om at Kara Mustafa ønskede at indtage byen intakt på grund af dens rigdomme og undlod et stormangreb for at forhindre de plyndringer, der kunne have været følgen heraf.
Den osmanniske belejring afskar stort set alle fødevareforsyninger til Wien, så garnisonen og civile udstod ekstreme lidelser. Udmattelsen blev så alvorligt et problem, at Graf Ernst Rüdiger von Starhemberg beordrede, at soldater, der blev fundet sovende på vagt, skulle skydes. Idet de blev stadig mere desperate, var forsvarerne af Wien på nippet til sammenbrud i august, da kejserrigets styrker under Karl 5. af Lothringen slog Imre Thököly af Ungarn på Bisamberg 5 km nordvest for Wien.
Den 6. september krydsede polakkerne under Sobieskis ledelse Donau ved Tulln 30 km nordvest for Wien for at forene sig med de kejserlige tropper og forstærkningerne fra Sachsen, Bayern, Baden, Franken og Schwaben. Frankrig havde afslået at hjælpe sin habsburgske rival, og Ludvig 14. af Frankrig benyttede lejligheden til at invadere de vestlige områder af det Tysk-romerske Rige, først og fremmest Alsace.
I begyndelsen af september sprængte de 5.000 erfarne osmanniske sappører gentagne gange store dele af bymuren, bl.a. bastionerne Burg og Löbel samt Burgravelinen derimellem, hvorved de fik lavet huller i muren på ca. 12 m. Wienerne forsøgte at forhindre dette ved at grave egne tunneller og opsnappe de store mængder deponeret krudt. Den 8. september formåede osmannerne omsider at besætte Burgravelinen og Niedermuren i samme område. I forventning om osmannernes gennembrydning af bymuren forberedte de tilbageværende wienere sig på at kæmpe inde i byen.

## Optakten til slaget
Undsætningshæren var nødt til at handle hurtigt for at redde byen og for at forhindre endnu en langvarig belejring. På trods af den bi-nationale sammensætning og den korte tid på kun seks dage blev der etableret en effektiv ledelsesstruktur centreret om kongen af Polen og hans tunge kavaleri. Undsætningshæren fik løst problemerne om betaling ved hjælp af alle til rådighed stående midler fra regeringen, lån fra flere velhavende bankfolk og adelsmænd samt store summer fra paven. Samtidigt enedes habsburgerne og polakkerne om, at den polske regering betalte for sine tropper, mens de var i Polen, og den østrigske regering betalte omkostninger på tysk-romersk territorium, ligesom habsburgerne måtte give Sobieski førsteret til krigsbyttet i tilfælde af en sejr.
Kara Mustafa Pasha var mindre effektiv, trods måneder til at organisere sine styrker, sikre deres motivation og loyalitet og forberede sig til den forventede undsætningshærs angreb. Han havde betroet forsvaret af bagtroppen til khanen af Krim og hans kavaleri, der bestod af omkring 30-40.000 ryttere.
Der er rejst store spørgsmål om, hvor meget tatarstyrkerne deltog i den afgørende kamp ved Wien. Deres khan følte sig ydmyget af Kara Mustafas gentagne irettesættelser. Det er rapporteret, at han nægtede at angribe den polske undsætningshær, da den krydsede bjergene, hvor tatarernes lette kavaleri ville have haft en fordel i forhold til det tunge polske kavaleri. De var ikke de eneste dele af den osmanniske hær, der trodsede Mustafa åbent eller afviste at følge hans ordrer.
Dette efterlod vitale broer forsvarsløse og tillod passage af de allierede styrker, der kom for at undsætte de belejrede. Kritikere hævder, at det var Kara Mustafa Pasha, og ikke khanen af Krim, der var ansvarlig for den mislykkede belejring.
Desuden kunne osmannerne ikke stole på deres valakiske og moldaviske allierede. Rumænerne følte sig krænket af osmannerne, der inddrev store skatter fra deres lande. Osmannerne intervenerede også i den interne politik i landene og forsøgte at udskifte de regerende prinser med mænd, der ville være rene osmanniske marionetter. Da Gheorghe Duca, prins af Moldavien, og Șerban Cantacuzino, prins af Valakiet, fik kendskab til de osmanniske planer, forsøgte de at advare habsburgerne og prøvede at undslå sig for at deltage i kampagnen, men osmannerne insisterede på, at de sendte tropper. Der er en lang række kendte legender om de valakiske og moldaviske styrkers deltagelse i belejringen. Disse legender beskriver, hvordan de ladede deres kanoner med kugler af halm for at undgå at ødelægge den belejrede bys mure.
Da de allierede tropper ankom til bjerget Kahlenberg uden for Wien, signalerede de deres ankomst med bål. I de tidlige morgentimer før slaget den 12. september blev der afholdt en messe for kongen af Polen og hans adelsmænd.

## Slaget
Slaget blev indledt, inden alle enheder var på plads. Tidligt om morgenen klokken fire angreb osmannerne, idet de derved søgte at forstyrre indsættelsen af alliancens tropper. Karl 5. af Lothringen rykkede frem med den kejserlige hær på venstre flanke og de øvrige tysk-romerske styrker i midten.
Mustafa Pasha indledte et modangreb med de fleste af sine styrker, men holdt nogle af janitshar- og spahi-eliteenheder tilbage til et angreb på Wien. De osmanniske militære ledere havde til hensigt at indtage byen, inden Sobieski ankom. De osmanniske sappører havde forberedt en afgørende sprængning af bymuren under Löbelbastionen. Om eftermiddagen, mens osmannerne hastigt afsluttede dette arbejde og forseglede tunnelen for at gøre eksplosionen mere effektiv, opdagede Wiens "muldvarpe" tunnelen. En af disse "muldvarpe" gik ind og uskadeliggjorde ladningen, inden den blev bragt til sprængning.
Samtidig var et stort slag i gang, hvor det polske infanteri gennemførte et massivt angreb på den osmanniske højre flanke. I stedet for at fokusere på kampen med undsætningshæren fortsatte osmannerne deres bestræbelser på komme ind i byen.
Efter tolv timers kamp indtog polakkerne højdedraget på slagmarkens højre side. Langsomt dukkede det polske kavaleri frem på flankerne fra skoven og blev mødt med hurraråb fra infanteriet, der havde afventet deres ankomst. Omkring klokken 17 beordrede den polske konge alliancens kavaleri til angreb. Kavaleriangrebet bestod af en gruppe fra det tysk-romersk rige og tre polske grupper, i alt 20.000 ryttere, der angreb ned ad bakkerne i historiens største kavaleriangreb. Johan 3. Sobieski anførte angrebet i spidsen for 3.000 polske tunge lansenerer, de berømte "Bevingede Husarer". Lipka-tatarerne, der kæmpede på polsk side, bar en halmvisk på hjelmen for at adskille dem fra tatarerne, der kæmpede på osmannisk side. Angrebet brød de osmanniske linjer, som var trætte efter det lange slag på to fronter. I forvirringen, der opstod, styrede Sobieski kavaleriet direkte mod de osmanniske lejre, mens resterne af Wien-garnison stormede ud af forsvarsværkerne og sluttede sig til angrebet.
De osmanniske tropper var trætte og modløse, dels efter den mislykkede tunnelsprængning, dels de direkte angreb på byen. Med kavaleriangrebet var slaget vendt, og osmannerne måtte flygte i tilbagetog mod syd og øst. På under tre timer efter kavaleriets angreb havde de kristne styrker vundet slaget og reddet Wien.
Efter slaget omformulerede Sobieski Julius Cæsars berømte citat ved at sige »venimus, vidimus, Deus vincit – »vi kom, vi så, Gud sejrede«.

## Efterspil
Osmannernes tab var på mindst 15.000 døde og sårede og mindst 5.000 tilfangetagne. De mistede samtlige kanoner. Alliancens tab var på omkring 4.500 døde og sårede.
Det bytte, der faldt i hænderne på alliancens tropper og Wien, havde lige så stor betydning som undsættelsen, hvilket kong Sobieski levende beskrev i et brev til sin kone et par dage efter kampen:
| Citat               | Vi har taget uhørte mængder af skatte ... telte, får, kvæg og et ikke ringe antal kameler ... det er en sejr, som ingen førhen har oplevet, fjenden er nu helt ødelagt, alt er tabt for dem. De måtte flygte for blot at bevare livet ... kommandant Starhemberg omfavnede, kyssede mig og kaldte mig sin frelser. | Citat |
| Kong Johan Sobieski | |       |

Starhemberg beordrede straks, at Wiens alvorligt beskadigede befæstninger skulle repareres for at beskytte mod et muligt osmannisk modangreb, men det viste sig unødvendigt.
Den 25. december 1683 blev Kara Mustafa Pasha henrettet i Beograd for sit ansvar for det forsmædelige nederlag. Henrettelsen fandt sted ved kvælning med en silkesnor efter en kendelse af den øverstbefalende for janitsharerne.
På trods af undsætningshærens sejr var der fortsat spændinger mellem de forskellige ledere og deres hære. Blandt andet krævede Sobieski, at de polske tropper først skulle have adgang til krigsbyttet fra den tyrkiske lejr, da han mente, at det udelukkende var hans indsats der frelste Wien. De tyske og østrigske tropper fik derfor en langt mindre andel af byttet. Samtidig blev de protestantiske tyskere, især sakserne, der var kommet byen til undsætning, udsat for verbale overgreb af Wiens katolske landbefolkning. Derfor forlod sakserne kamppladsen umiddelbart efter slaget uden at deltage i fordelingen af krigsbyttet, og de nægtede at deltage i forfølgelsen af de osmanniske styrker.

## Betydning
Sejren i Wien var grundlag for prins Eugen af Savoyens generobring af Ungarn og (midlertidigt) nogle Balkanlande i løbet af de følgende år. Osmannerne kæmpede i endnu seksten år og mistede kontrollen over Ungarn og Transsylvanien i processen, inden de endelig gav op. Krigen afsluttedes formelt i 1699 med Karlowitztraktaten. Den hellige liga underskrev en fredstraktat med Det Osmanniske Rige i 1699.
Kampen markerede den historiske afslutning af det Osmanniske Riges ekspansion i Europa.
Ludvig 14. af Frankrigs adfærd satte scenen i århundreder fremover: Det Tysk-romerske rige havde været nødt til at udkæmpe krige i vest og øst samtidigt. Mens tropperne kæmpede for at forsvare Wien, benyttede Ludvig 14. lejligheden til at annektere områderne Luxembourg og Alsace.

## Kulturel arv
Efter slaget ved Wien blev et nyligt identificeret stjernebillede navngivet Scutum Sobieskii (dansk: Sobieskis skjold) af astronomen Johannes Hevelius til ære for Johan 3. Sobieski. Nogle få stjernebilleder er opkaldt efter ikke-astronomer, men Scutum Sobieskii er imidlertid det eneste stjernebillede, der er blevet opkaldt efter en ikke-astronom, som stadig var i live ved navngivningen, og hvor navnet fortsat er i brug, skønt det ofte forkortes til "Scutum" (tre andre stjernebilleder, der også var navngivet efter ikke-astronomer i live på navngivningstidspunktet, opnåede aldrig nok gennemslagskraft og er nu kendt under andre navne).

### Religiøs betydning
Fejringen af Jomfru Marias Hellige Navn finder sted 12. september efter den liturgiske kalender for den romerskkatolske kirke til minde om sejren i slaget for det kristne Europa over de muslimske styrker fra det Osmanniske Rige. Forud for slaget havde kong Johan bragt sine tropper under beskyttelse af den hellige Jomfru Maria. Efter slaget fastsatte pave Innocens 11. fejringen på denne dato til at gælde for hele den katolske kirke. Fejringen havde indtil da kun fundet sted i Spanien og Kongeriget Napoli.
Til ære for Sobieski opførte østrigerne en kirke på toppen af Kahlenberg, nord for Wien.

### Musikalsk arv
En legende siger, at da osmannerne blev fordrevet fra Wien, efterlod deres militære orkestre deres instrumenter på slagmarken, og at det var på den måde, det Tysk-romerske rige (og dermed Vesteuropa) opdagede bækken, triangel og stortromme.
Den østrigske komponist Johann Joseph Fux mindedes slaget med sit værk Partita Turcaria, der bærer undertitlen, Musikalsk beskrivelse af belejringen af Wien af tyrkerne i 1683.

### Kulinariske legender
Flere kulinariske legender er relateret til slaget om Wien.
Det påstås, at croissanten blev opfundet i Wien, enten i 1683 eller under den tidligere belejring i 1529, for at fejre osmannernes nederlag, og at formen skulle henvise til halvmånen i det osmanniske flag. Legenden understøttes af, at croissanter kaldes "Viennoiserie" på fransk, og den franske folkelig opfattelse af, at den wienerskfødte Marie Antoinette introducerede dette brød i sit land i 1770.
Det påstås endvidere, at den første bagel, der er lavet, blev givet som gave til kong Johan Sobieski for at fejre kongens sejr over osmannerne. Den skal have været formet som en stigbøjle for at fejre det polske kavaleris sejrrige angreb. Rigtigheden af denne legende er usikker, da der er en henvisning fra 1610 til et brød med et lignende klingende navn, som måske var den første bagel.
Efter slaget opdagede wienerne mange sække kaffe i den forladte osmanniske lejr, og det påstås, at Jerzy Franciszek Kulczycki ved hjælp af det erobrede lager åbnede det tredje kaffehus i Europa, og det første i Wien. Ifølge legenden tilsatte Kulczycki mælk og honning for at forsøde den bitre kaffe, og skulle dermed have opfundet cappuccino. Der findes ingen samtidige historiske kilder, der forbinder kapucinermunken Marco d'Aviano, kejser Leopold 1.'s fortrolige, med skabelsen af Kulczyckis drik.